# It's All Too Much
Pistes de Yellow Submarine
Hey Bulldog All You Need Is Love
It's All Too Much est une chanson des Beatles, écrite par George Harrison. Enregistrée en 1967, elle est parue deux ans plus tard, sur l'album Yellow Submarine en 1969. Il s'agit d'une des rares chansons du groupe à ne pas avoir été enregistrée dans les studios Abbey Road.
Ce rock psychédélique soutenu par des cuivres et nombreux effets larsen a été inspiré à Harrison par l'envie de raconter ses expériences avec le LSD, dont il était à l'époque grand consommateur. Elle a été l'objet de plusieurs reprises, dont l'une des plus réussies[Interprétation personnelle ?] est celle de Steve Hillage, sur son album L sorti en 1976.

## Genèse
It's All Too Much n'a pas été spécifiquement composée pour le dessin animé Yellow Submarine, mais elle a abouti sur la bande originale. C'est une chanson que George Harrison a composée durant les sessions de Sgt. Pepper's Lonely Hearts Club Band début 1967, mais qui fut enregistrée après celles-ci. Elle évoque son expérience du LSD, drogue dont John Lennon et lui sont alors de grands consommateurs. Harrison y décrit, avec nombre de métaphores, les sensations et illusions créées par cette drogue et la façon dont celle-ci aide à la méditation. En 1980, Harrison explique : « It's All Too Much a été écrite à la manière d'un enfant, d'après les réalisations qui me sont apparues pendant et après des expériences au LSD et qui ont été confirmées par la méditation». ».
Le rapport de Harrison à cette drogue s'est par la suite transformé lors du séjour des Beatles en Inde auprès du Maharishi Mahesh Yogi qui l'a poussé à considérer les «trips» de LSD comme un moyen de s'élever pour entrevoir les réponses, et non comme la réponse elle-même. En 1999, Harrison est revenu sur les paroles de la chanson : « « Sail me on a silver sun / Where I know that I am free / Show me that I'm everywhere / And get me home for tea. » [« Me fait naviguer sur un soleil d'argent / où je sais que je suis libre / Me montre que je suis partout / et me ramène chez moi pour le thé »] Parce que tu «voyages», tu vois, tout ça, et puis, woop, t'es de retour pile pour prendre ta tasse de thé du soir ! »

## Enregistrement
It's All Too Much fait partie des rares chansons des Beatles qui n'ait pas été enregistrée aux studios EMI sur Abbey Road. Les sessions se sont en effet déroulées dans les studios De Lane Lea. La première se tient le 25 mai 1967 : quatre prises sont effectuées ce jour-là pour mettre en boîte la piste rythmique de la chanson : guitares, orgue et batterie.

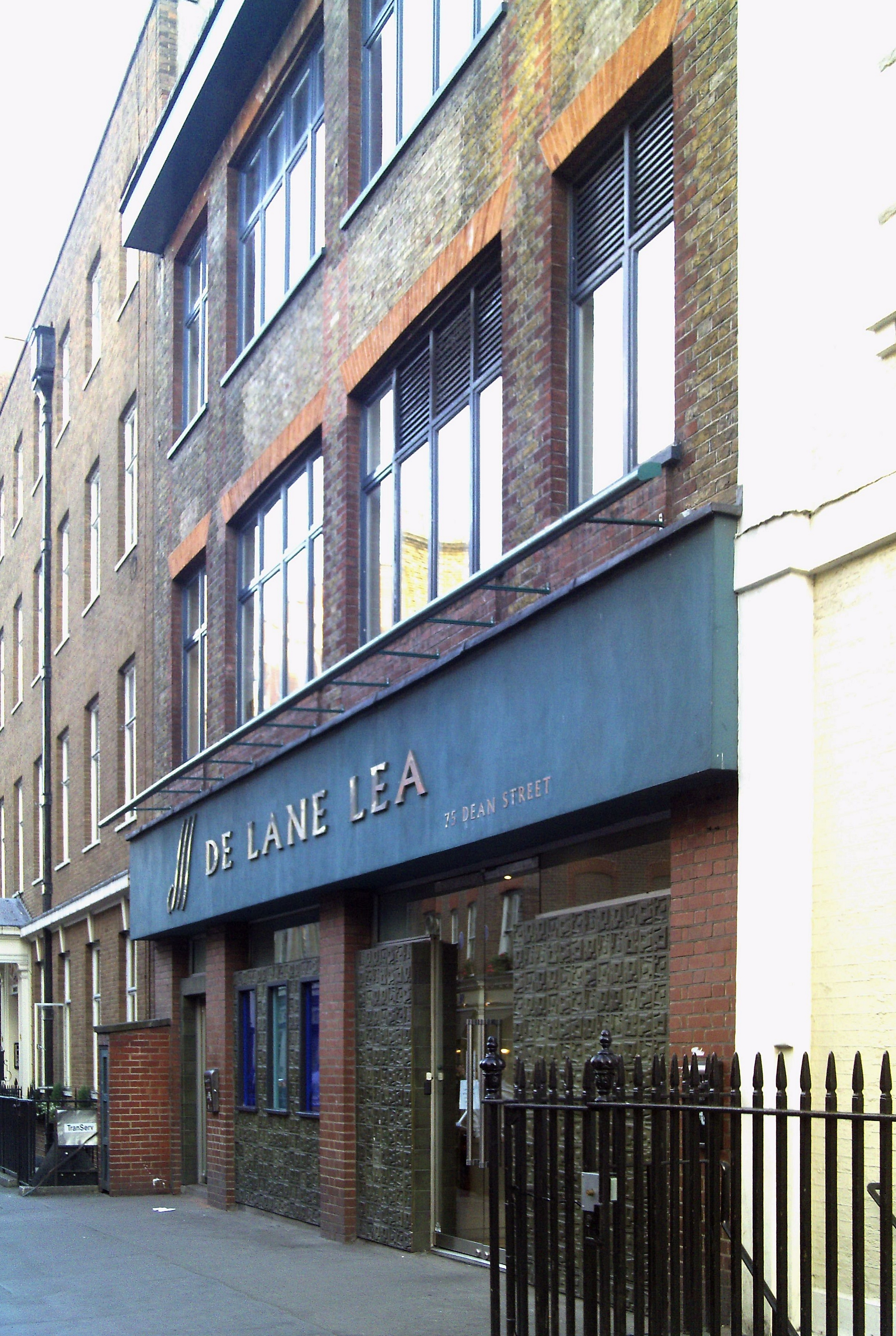
Contrairement à la plupart des chansons des Beatles qui ont été enregistrées aux studios d'Abbey Road, It's All Too Much a été travaillée dans les studios De Lane Lea.

Le lendemain, les voix sont enregistrées ainsi que les percussions et claquements de mains supplémentaires. La chanson d'une durée d'environ huit minutes, alors intitulée Too Much, se termine dans une joyeuse cacophonie où Lennon et McCartney scandant « too much », qui se transforme progressivement en « tuba » puis en « Cuba ». Plusieurs feedbacks, déjà expérimentés sur I Feel Fine, sont également présents.
Une dernière session se déroule le 2 juin pour ajouter les instruments trompettes et clarinette, sous la direction de George Harrison. Selon le trompettiste David Mason, il ne savait pas vraiment ce qu'il voulait obtenir. La session dure en effet six heures, trois de plus que prévu. Le mixage mono est réalisé par George Martin le 12 octobre 1967. Des cassettes sont envoyées à l'équipe de production du film en novembre.
L'année suivante, un nouveau mixage est produit les 16 et 17 octobre.

## Personnel
- George Harrison : chant, chœurs, guitare solo, orgue Hammond, claquements de mains
- John Lennon : chœurs, guitare solo, claquements de mains
- Paul McCartney : chœurs, basse, sonnaille, claquements de mains
- Ringo Starr : batterie, tambourin

## Musiciens additionnels
- David Mason et 3 musiciens non crédités : trompettes
- Paul Harvey : clarinette basse

## Parution et reprises
Durant l'été 1968 sort, sur les écrans européens, le dessin animé Yellow Submarine, tandis qu'en Amérique, il faudra attendre la fin de l'automne. Si les Beatles ne se sont pas particulièrement impliqués dans le projet, une quinzaine de leurs chansons y sont présentes, de celles-ci, seulement quatre sont inédites. On décide de retarder de quelques mois la sortie de la bande son afin de ne pas faire de concurrence à l'« Album blanc » qui sort en novembre. Ce n'est donc qu'en janvier 1969 que paraît l'album Yellow Submarine, sur lequel It's All Too Much apparaît en cinquième position. L'album est cependant une relative déception pour les fans, qui y trouvent deux chansons sur six qui avaient déjà été publiées, en plus, sur la face 2, les orchestrations réalisées par George Martin. L'album atteint tout de même les deuxième et troisième positions des palmarès américains et britanniques talonnant l'« album blanc ».
La version de It's All Too Much entendue dans le film diffère de celle qu'on entend sur l'album. La chanson qui a été enregistrée par le groupe a une durée de plus de huit minutes mais on coupe des refrains et deux des quatre couplets pour les besoins du film et une grande partie du coda est éliminée. La séquence dure à peine deux minutes vingt. Lors du mixage pour la publication de la bande son, on récidive mais cette fois, un des refrains et seulement le couplet que l'on entend dans le film sont supprimés. Une minute de la longue finale est aussi éliminée. La version complète n'a pas encore été publiée officiellement bien que des bootlegs soient disponibles.
La chanson sera remastérisée pour la version augmentée de la trame sonore Yellow Submarine Songtrack paru en 1999 et ensuite sur l'album compilation Tomorrow Never Knows paru exclusivement en téléchargement sur itunes en 2012.
Cette chanson psychédélique a été reprise à plusieurs occasions, notamment par les groupes Journey et The House of Love. 
La plus réussie est celle de Steve Hillage sur son album L de 1976. Produite par Todd Rundgren, cette version a également été publiée en tant que single. Interviewé par un journaliste de Trouser Press à la même époque, Hillage déclare qu'il était attiré par cette chanson en raison de son message positif, mais surtout par son succès à transmettre la joie sans avoir recours à l'évasion. Hillage a inclus It's All Too Much dans ses concerts et des versions live, datant de la fin des années 1970, apparaissent sur ses albums Live Herald (1979), BBC Radio 1 Live (1992) et Rainbow 1977 (2014).